# (73264) 2002 JU47
(73264) 2002 JU47 – planetoida z pasa głównego asteroid okrążająca Słońce w ciągu 4,54 lat w średniej odległości 2,74 j.a. Odkryta 9 maja 2002 roku.